# Ischiopsopha uhligi
Ischiopsopha uhligi är en skalbaggsart som beskrevs av Allard 1995. Ischiopsopha uhligi ingår i släktet Ischiopsopha och familjen Cetoniidae. Inga underarter finns listade i Catalogue of Life.